# Monterey Bay FC
Der Monterey Bay Football Club ist ein US-amerikanischer Fußball-Franchise mit Sitz in Seaside (Monterey County) im Bundesstaat Kalifornien. Die Mannschaft spielt seit 2022 in der zweitklassigen USL Championship.

## Geschichte
Das Franchise wurde offiziell Anfang 2021 begründet und übernahm damit das Franchise-Recht in der USL Championship vom Fresno FC, der nach der Saison aufgrund eines fehlenden Stadions seinen Spielbetrieb einstellen musste. In beiden Fällen ist der Besitzer Ray Beshoff. In der USLC stieg die Mannschaft dann zur Saison 2022 ein und wurde hier in die Western Conference eingruppiert.